# Kover Capilla
Kover Capilla war ein spanischer Hersteller von Automobilen.

## Unternehmensgeschichte
Das Unternehmen aus Valencia begann 1953 mit der Produktion von Automobilen. Im gleichen Jahr endete die Produktion.

## Fahrzeuge
Das Unternehmen bot zwei verschiedene Kleinstwagen an. Beide waren vierrädrig, aber ein Modell verfügte über eine hintere Schmalspur. Für den Antrieb sorgte ein Einzylindermotor mit 198 cm³ Hubraum. Außerdem gab es ein Motordreirad, das vorne über eine Ladefläche verfügte.

## Keine Verbindung zu Kover
Einige Quellen schreiben, dass Kover Capilla eine Lizenzfertigung des französischen Kover gewesen sei. Der Name sei entstanden durch die Zusammensetzung des Originalnamens Kover sowie Capilla, dem spanischen Wort für Kapuze, denn die spanische Version hätte im Gegensatz zum Original ein Verdeck gehabt. Die Typenvielfalt, die Bauzeit, die Motorisierung sowie das Aussehen stimmen allerdings nicht überein. Eine Quelle schreibt klar, dass keine Verbindung bestand.